# Pig Latin
Pig Latin je jazyková hra používaná anglicky mluvícími dětmi. Používá se pro pobavení i pro zachování „soukromí“ mezi mluvčími. Některá slova (např. upidstay - hloupý) byla přejata do slangu americké angličtiny. Celý princip hry spočívá v úpravě slov přidáním atypických přípon nebo přesunutím první souhlásky na konec původního slova.

## Gramatika
U slov, která začínají souhláskou, se první souhláska přesouvá na konec slova a za ni se přidá přípona -ay.
- happy (šťastný) → appyhay
- question (otázka) → estionquay

U slov, která začínají samohláskou, se pouze přidá přípona -ay (v některých variantách připona -way).
- another (jiný) → anotharay nebo anotherway
- it (ono) → itay nebo itway

V některých jiných variantách Pig Latin u slov začínajících na samohlásku se tato samohláska přesune na konec a za ni se připojí přípona -hay.
- another (jiný) → notherahay
- it (ono) → tihay

Složená slova se rozkládají a s každým dílčím slovem se zachází zvlášť podle výše zmíněných pravidel. V některých variantách se pak tyto složeniny skládají zase dohromady a v jiných zůstávají rozložené na dílčí slova.
- bedroom (ložnice) → edbay oomray nebo edbayoomray
- spaceship (vesmírná loď) → pacesay hipsay nebo pacesayhipsay